# Kékhátú pitta
A kékhátú pitta (Pitta soror) a madarak osztályának verébalakúak (Passeriformes)  rendjébe és a pittafélék (Pittidae) családjába tartozó faj.

## Előfordulása
Ázsiában, Kína, Laosz, Kambodzsa, Thaiföld és Vietnám területén honos. Trópusi erdők lakója.

## Alfajai
- Pitta soror annamensis
- Pitta soror douglasi
- Pitta soror flynnstonei
- Pitta soror petersi
- Pitta soror soror
- Pitta soror tonkinensis